# Авіякампанія Гродна
Авіякампанія Гродна — білоруська авіакомпанія, що базується в аеропорту Гродно  .

## Флот
За даними на березень 2022 року на лінії є один літак Ан-30, один Ан-32, три літаки Ан-12 та одинадцять літаків Ан-2 

## Виноски
1. ↑  , Алена Кавальчук, "16 суднаў. Якімі самалётамі валодае авіякампанія з Гродна"
2. ↑  О компании, 26 березня 2022, архів оригіналу за 26 березня 2022, процитовано 2 вересня 2022